# Ctenophilus chevalieri
Ctenophilus chevalieri är en mångfotingart som först beskrevs av Henri W. Brölemann och Ribaut 1911.  Ctenophilus chevalieri ingår i släktet Ctenophilus och familjen småjordkrypare.
Artens utbredningsområde är Elfenbenskusten. Inga underarter finns listade i Catalogue of Life.